# Oskars Melbārdis
Oskars Melbārdis (Valmiera, 16 februari 1988) is een Letse bobsleeër. Hij vertegenwoordigde zijn vaderland op de Olympische Winterspelen 2014 in Sotsji.

## Carrière

### Remmer
Melbārdis begon zijn bobsleecarrière als remmer. Tijdens de wereldkampioenschappen bobsleeën 2007 in Sankt Moritz eindigde hij als remmer van Mihails Arhipovs als achttiende in de tweemansbob. In januari 2008 boekte hij als remmer van Jānis Miņins zijn eerste wereldbekerzege. Op de wereldkampioenschappen bobsleeën 2008 in Altenberg werd hij als remmer van Jānis Miņins zevende in de viermansbob. In Lake Placid nam de Let deel aan de wereldkampioenschappen bobsleeën 2009. Op dit toernooi eindigde hij samen met Jānis Miņins als vijftiende in de tweemansbob, in de viermansbob veroverde hij samen met Jānis Miņins, Daumants Dreiškens en Intars Dambis de bronzen medaille.

### Piloot
Vanaf het seizoen 2010/2011 ging Melbārdis verder als bobsleepiloot. Tijdens de wereldkampioenschappen bobsleeën 2011 in Königssee eindigde hij samen met Intars Dambis als dertiende in de tweemansbob, in de viermansbob eindigde hij samen met Raivis Broks, Mihails Arhipovs en Jānis Strenga op de vijftiende plaats. Op de wereldkampioenschappen bobsleeën 2012 in Lake Placid eindigde Melbārdis samen met Daumants Dreiškens als achtste in de tweemansbob. Op 19 februari 2013 boekte de Let in Sotsji zijn eerste wereldbekerzege als piloot. In Sankt Moritz nam hij deel aan de wereldkampioenschappen bobsleeën 2013. Op dit toernooi eindigde hij samen met Daumants Dreiškens als vijfde in de tweemansbob, in de viermansbob eindigde hij samen met Daumants Dreiškens, Arvis Vilkaste en Intars Dambis op de negende plaats. Tijdens de Olympische Winterspelen van 2014 in Sotsji eindigde hij samen met Daumants Dreiškens als vijfde in de tweemansbob, in de viermansbob sleepte hij samen met Daumants Dreiškens, Arvis Vilkaste en Jānis Strenga de zilveren medaille in de wacht. Deze medaille werd na de diskwalificatie van Aleksandr Zoebkov opgewaardeerd naar een gouden medaille.

## Resultaten

### Olympische Winterspelen
| Jaar | Plaats | Resultaten                |
| ---- | ------ | ------------------------- |
| 2014 | Sotsji | Tweemansbob · Viermansbob |

### Wereldkampioenschappen
| Jaar | Plaats       | Resultaten                      |
| ---- | ------------ | ------------------------------- |
| 2007 | Sankt Moritz | 18e Viermansbob                 |
| 2008 | Altenberg    | 7e Viermansbob                  |
| 2009 | Lake Placid  | 15e Tweemansbob · Viermansbob   |
| 2011 | Königssee    | 13e Tweemansbob 15e Viermansbob |
| 2012 | Lake Placid  | 8e Tweemansbob DNF Viermansbob  |
| 2013 | Sankt Moritz | 5e Tweemansbob 9e Viermansbob   |

### Wereldbeker
Eindklasseringen
| Seizoen   | Algm | 2-mans | 4-mans |
| --------- | ---- | ------ | ------ |
| 2010/2011 | -    | 20e    | 25e    |
| 2011/2012 | -    | 6e     | 5e     |
| 2012/2013 | Goud | Zilver | Zilver |
| 2013/2014 | 10e  | 12e    | 6e     |

Wereldbekerzeges
| Datum            | Plaats          | Onderdeel   | Bemanning                        |
| ---------------- | --------------- | ----------- | -------------------------------- |
| 20 januari 2008  | Cesana Torinese | Viermansbob | Miņins (piloot)/Dreiškens/Dambis |
| 27 januari 2008  | Sankt Moritz    | Viermansbob | Miņins (piloot)/Dreiškens/Dambis |
| 7 februari 2009  | Whistler        | Viermansbob | Miņins (piloot)/Dreiškens/Dambis |
| 19 februari 2013 | Sotsji          | Viermansbob | Dreiškens/Vilkaste/Dambis        |
| 12 januari 2014  | Sankt Moritz    | Viermansbob | Dreiškens/Vilkaste/Strenga       |
| 19 januari 2014  | Igls            | Viermansbob | Dreiškens/Vilkaste/Strenga       |
| 20 december 2014 | Calgary         | Tweemansbob | Dreiškens                        |
| 21 december 2014 | Calgary         | Viermansbob | Dreiškens/Vilkaste/Strenga       |
| 24 januari 2015  | Sankt Moritz    | Tweemansbob | Dreiškens                        |
| 25 januari 2015  | Sankt Moritz    | Viermansbob | Dreiškens/Vilkaste/Strenga       |
| 1 februari 2015  | La Plagne       | Viermansbob | Dreiškens/Vilkaste/Strenga       |
| 8 februari 2015  | Igls            | Viermansbob | Dreiškens/Vilkaste/Strenga       |